# Comuna Vlădeni, Dâmbovița
Vlădeni este o comună în județul Dâmbovița, Muntenia, România, formată numai din satul de reședință cu același nume.

## Așezare
Comuna se află în extremitatea estică a județului, la limita cu județul Prahova, la vărsarea râului Provița în Cricovul Dulce, fiind așezată pe malul stâng al celui din urmă. Este deservită de un drum comunal care o leagă de DN72 la Dărmănești.

## Demografie
Componența etnică a comunei Vlădeni
     Români (91,7%)
     Romi (1,82%)
     Alte etnii (0,15%)
     Necunoscută (6,34%)
Componența confesională a comunei Vlădeni
     Ortodocși (91,33%)
     Alte religii (1,89%)
     Necunoscută (6,78%)
Conform recensământului efectuat în 2021, populația comunei Vlădeni se ridică la 2.699 de locuitori, în scădere față de recensământul anterior din 2011, când fuseseră înregistrați 2.807 locuitori. Majoritatea locuitorilor sunt români (91,7%), cu o minoritate de romi (1,82%), iar pentru 6,34% nu se cunoaște apartenența etnică. Din punct de vedere confesional, majoritatea locuitorilor sunt ortodocși (91,33%), iar pentru 6,78% nu se cunoaște apartenența confesională.

## Politică și administrație
Comuna Vlădeni este administrată de un primar și un consiliu local compus din 11 consilieri. Primarul, Maria Poșircă[*], de la Partidul Social Democrat, este în funcție din octombrie 2020. Începând cu alegerile locale din 2024, consiliul local are următoarea componență pe partide politice:
|  | Partid                    | Consilieri | Componența Consiliului | Componența Consiliului | Componența Consiliului | Componența Consiliului | Componența Consiliului | Componența Consiliului | Componența Consiliului |
|  | ------------------------- | ---------- | ---------------------- | ---------------------- | ---------------------- | ---------------------- | ---------------------- | ---------------------- | ---------------------- |
|  | Partidul Social Democrat  | 7          |                        |                        |                        |                        |                        |                        |                        |
|  | Partidul Național Liberal | 2          |                        |                        |                        |                        |                        |                        |                        |
|  | Alianța Dreapta Unită     | 2          |                        |                        |                        |                        |                        |                        |                        |

## Istorie
La sfârșitul secolului al XIX-lea, comuna purta numele de Vlădeni-Mărgineni, făcea parte din plasa Filipești a județului Prahova și avea în componență satele Vlădeni, Coada Izvorului și Zahanaua, având în total 2600 de locuitori. În comună funcționau o piuă și o moară pe râul Provița, o biserică ridicată la 1802 și o școală înființată în 1878. În 1925, Anuarul Socec consemnează comuna Vlădenii Fărcășani în plasa Târgșor a aceluiași județ, comuna fiind formată doar din satul de reședință, cu 1643 de locuitori. În 1931, comuna și satul au căpătat numele de Vlădeni.
În 1950, comuna Vlădeni a trecut în administrarea raionului Ploiești din regiunea Prahova și apoi (după 1952) din regiunea Ploiești. În 1968, s-a revenit la organizarea administrativă pe județe, dar limitele lor au fost retrasate, iar comuna Vlădeni a fost întâi transferată județului Dâmbovița și apoi desființată și inclusă în comuna Dărmănești. Comuna a fost reînființată în 2003.